# Реклю, Элизе
Элизе́ Реклю́, полное имя Жак Элизе Реклю (фр. Jacques Élisée Reclus; 15 марта 1830, Сент-Фуа-ла-Гранд — 4 июля 1905, Тору) — французский географ и историк, член Парижского географического общества, убеждённый вегетарианец и анархист.

## Биография
Родился в семье сельского протестантского пастора в городке Сент-Фуа-ла-Гранд на юге Франции. Учился в протестантской средней школе в Нейвиде в Германии, в 1848 году приступил к изучению теологии в Монтобане, однако вскоре отказался от намерений стать теологом. Слушал лекции в Берлинском университете, где занимался у Карла Риттера. 
Удалившись из Франции после переворота 1851 года, жил в Лондоне, в 1852—57 годах путешествовал по Европе и Америке. Потерпев неудачу в создании сельскохозяйственной коммуны в Колумбии (Республика Новая Гранада) и вернувшись в Париж, с 1859 года Реклю начал публиковать в «Журнале двух миров» («Revue des Deux Mondes») свои статьи по географии, литературе, международной политике, экономике, археологии, библиографии; также публиковал статьи в «Tour du Monde» и других географических журналах. В 1867 году был издан первый том его книги «Земля. Описание жизни земного шара». Он также поддерживал республиканское и рабочее движение и в 1868 году совместно с М. Бакуниным и Д. Фанелли основал Альянс социалистической демократии, который в 1869 году примкнул к Первому Интернационалу. 
Во время осады Парижа в 1870 году Реклю принимал участие в аэростатном обществе, состоявшем под управлением Надара, и служил в национальной гвардии. Продолжая службу в национальной гвардии и во время Парижской коммуны, Реклю был взят в плен во время рекогносцировки и был приговорён к ссылке в Новую Каледонию, но по ходатайству учёных и политических деятелей она была заменена изгнанием. 
Реклю поселился в Италии, затем в Швейцарии. В 1893 году был приглашён на должность профессора сравнительной географии в Брюссельском университете, однако правительство и большинство профессоров, не разделяя политических взглядов Реклю, запротестовали против его приглашения, и совет университета был вынужден отказать Реклю. Тогда Реклю и его сторонники в 1894 году создали Новый Брюссельский университет, где Реклю и стал преподавать.
Как вспоминала о Реклю Анжелика Балабанова: «Его жена выдавала ему всего несколько центов в день на карманные расходы, потому что знала, что он отдает всё, что имеет, зачастую тем, кто злоупотребляет его доверием и добротой».
Похоронен на кладбище Икселя в пригороде Брюсселя.

## Вклад в науку
Автор многотомного произведения «Земля и люди», претендовавшего на полное географическое описание земного шара. Представитель «анархического» направления в географии (вместе с Львом Мечниковым и Петром Кропоткиным).
Уже в юности Реклю решил, что сделает описание географии Земли, и с этой целью посетил многие страны мира. Свои путешествия начал ещё в детстве. Непреодолимое желание новых знаний и впечатлений не давало ему долго задерживаться на одном месте. Географию земли и историю человечества будущий учёный познавал практически, сначала много путешествуя, а затем долгие годы составляя географические путеводители для известного французского издательства «Ашетт».
Свою крупнейшую работу «Земля и люди», вышедшую в 19 томах, писал 20 лет (с 1873 по 1893 годы), каждый год издавая по тому объёмом около 900 страниц текста, со множеством карт, чертежей и рисунков. Сбор материала и связанные с этим непрерывные путешествия, а также создание окончательного текста занимали всё свободное время учёного и требовали от него полного самоотвержения ради поставленной цели. Автор рассматривает историю Земли в совокупности её черт: географии, природы, климата, этнографии и статистических данных о населении различных регионов и их деятельности.

## Основные труды
- «Земля и люди. Всеобщая география» 19 томов. (1873—1893)
- «Человек и Земля» 6 томов. (1876—1894)
- Реклю Э. Эволюция, революция и идеалы анархизма. — М.: ЛИБРОКОМ, 2009.
- Реклю Э. Богатство и нищета. — М.: ЛИБРОКОМ, 2011.